# François-Joseph de Lagrange-Chancel

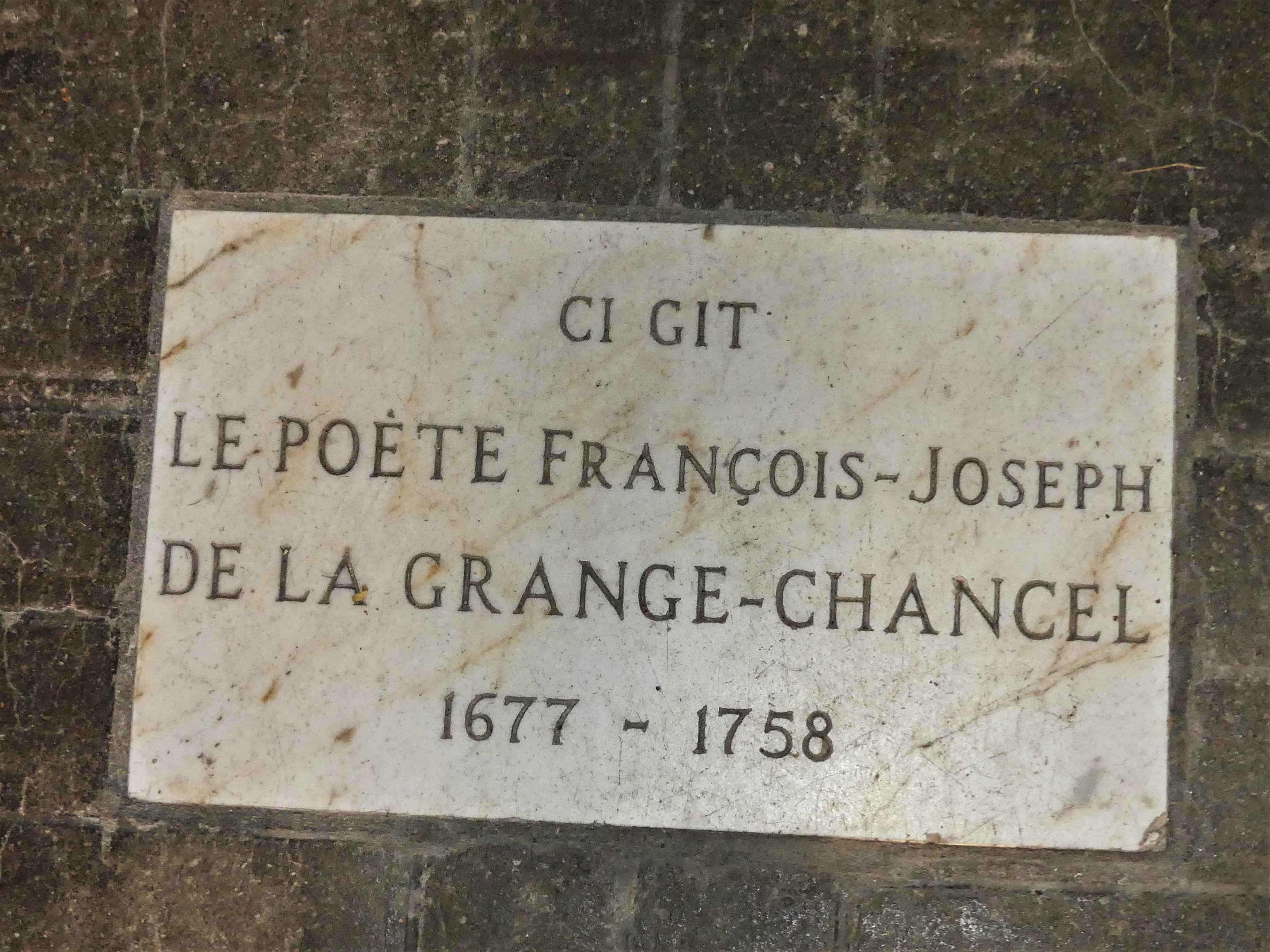
Gedenktafel an der Kirche von Razac-sur-l’Isle

François-Joseph de Lagrange-Chancel (* 1. Januar 1677 auf Schloss d’Antoniac in Razac-sur-l’Isle bei Périgueux; † 26. Dezember 1758 ebenda) war ein französischer Dramatiker.

## Leben
Lagrange-Chancel war ein Wunderkind und wusste nach eigener Aussage Verse zu schmieden, noch bevor er lesen konnte. Dank seinem schon früh erkannten poetischen Talent erlangte er den Schutz des Hofs und Racines, rechtfertigte jedoch später die großen Erwartungen seiner Gönner nicht. Mit 14 Jahren dichtete er eine Tragödie, die das Leben des numidischen Königs Adherbal schildert und in einer niederländischen Übersetzung unter dem Titel Jugurtha veröffentlicht wurde.
Seine Tragödie Amasis (1701) etwa steht sowohl in Bezug auf die Charakterzeichnung als auch was den Stil anbelangt weit hinter Voltaires Mérope zurück. Poetischer waren seine Philippiques, heftige, gegen den Regenten gerichtete Satiren. Wegen der ersten drei auf den Lérins-Inseln eingekerkert, floh er nach Ablauf von zwei Jahren nach Spanien und Holland, wo er eine vierte und fünfte schrieb.
Nach dem Tode des Regenten 1723 kehrte er in den Périgord zurück, befasste sich mit historischen Studien und starb am 26. Dezember 1758.

## Werke
Die „Philippiques“ wurden mehrmals nachgedruckt (zuletzt 1858). Die Œuvres complètes erschienen 1758 (in fünf Bänden) und die Œuvres choisies wurden 1811 sowie 1830 veröffentlicht.

### Einzelwerke
- Adherbal roy de Numidie (ou Jurgurtha), Tragödie 1694
- Oreste et Pylade , Tragödie, 1697
- Méléagre, Tragödie, 1699
- Athénaïs, Tragödie, 1699
- Amasis, Tragödie, 1701
- Médus, roi des Mèdes, Tragödie
- Alceste, Tragödie, 1703
- Cassandre, Tragödie, 1713
- Ariane , Tragödie
- Cassius et Victorinus, martyrs, Tragödie
- Orphée, Tragödie, 1736
- La Fille supposée, Komödie
- La Mort d’Ulysse, Tragödie
- Le Crime puni, Tragödie